# Grande-Bretagne aux Jeux paralympiques d'été de 1996
La Grande-Bretagne participe aux Jeux paralympiques d'été de 1996 à Atlanta. Elle y remporte cent vingt deux médailles : trente neuf en or, quarante deux en argent et quarante une en bronze, se situant à la troisième place des nations au tableau des médailles. La délégation britanniques regroupe 248 sportifs.